# Дієго Потап
Дієго Аарон Потап Пульман (ісп. Diego Aarón Potap Pulman; нар. 1 липня 1970) — аргентинський борець вільного та греко-римського стилів, бронзовий призер Панамериканських чемпіонату з греко-римської боротьби, чемпіон Південної Америки з вільної боротьби, та дворазовий чемпіон Південної Америки з греко-римської боротьби, учасник Олімпійських ігор.

## Життєпис
Боротьбою почав займатися з 1981 року.
Виступає за спортивний клуб «Бока Хуніорс». 

## Спортивні результати на міжнародних змаганнях

### Виступи на Олімпіадах
| Змагання                    | Збірна    | Вагова категорія                 | Місце |
| --------------------------- | --------- | -------------------------------- | ----- |
| Літні Олімпійські ігри 1992 | Аргентина | греко-римська боротьба, до 82 кг | 11    |

### Виступи на Панамериканських чемпіонатах
| Змагання                                   | Збірна    | Вагова категорія                 | Місце  |
| ------------------------------------------ | --------- | -------------------------------- | ------ |
| Панамериканський чемпіонат з боротьби 1984 | Аргентина | греко-римська боротьба, до 82 кг | 7      |
| Панамериканський чемпіонат з боротьби 1987 | Аргентина | греко-римська боротьба, до 74 кг | 6      |
| Панамериканський чемпіонат з боротьби 1987 | Аргентина | вільна боротьба, до 74 кг        | 6      |
| Панамериканський чемпіонат з боротьби 1991 | Аргентина | греко-римська боротьба, до 82 кг | 6      |
| Панамериканський чемпіонат з боротьби 1991 | Аргентина | вільна боротьба, до 82 кг        | 4      |
| Панамериканський чемпіонат з боротьби 1992 | Аргентина | греко-римська боротьба, до 82 кг | Бронза |
| Панамериканський чемпіонат з боротьби 1992 | Аргентина | вільна боротьба, до 82 кг        | 4      |

### Виступи на Панамериканських іграх
| Змагання                  | Збірна    | Вагова категорія                 | Місце |
| ------------------------- | --------- | -------------------------------- | ----- |
| Панамериканські ігри 1987 | Аргентина | вільна боротьба, до 74 кг        | 6     |
| Панамериканські ігри 1987 | Аргентина | греко-римська боротьба, до 74 кг | 6     |
| Панамериканські ігри 1991 | Аргентина | греко-римська боротьба, до 82 кг | 6     |
| Панамериканські ігри 1991 | Аргентина | вільна боротьба, до 82 кг        | 4     |

### Виступи на чемпіонатах Південної Америки
| Змагання                                    | Збірна    | Вагова категорія                 | Місце  |
| ------------------------------------------- | --------- | -------------------------------- | ------ |
| Чемпіонат Південної Америки з боротьби 1990 | Аргентина | вільна боротьба, до 90 кг        | Золото |
| Чемпіонат Південної Америки з боротьби 1990 | Аргентина | греко-римська боротьба, до 90 кг | Золото |
| Чемпіонат Південної Америки з боротьби 1993 | Аргентина | греко-римська боротьба, до 90 кг | Золото |